# Милос
Ми́лос (греч. Μήλος) — вулканический остров в Эгейском море. Остров принадлежит Греции. Входит в архипелаг Киклады. Население 4977 жителей по переписи 2011 года. Площадь составляет 158,403 квадратных километров.
Остров известен статуей Венеры Милосской (иначе Афродиты Милосской, сейчас в Лувре).

## Географическое положение
Милос — самый юго-западный остров Киклад, расположен примерно в 120 километрах от побережья Лаконии. Милос находится к северо-западу от Санторини, к югу от Сифноса и Серифоса. Длина острова с запада на восток около 23 километров, с севера на юг около 13 километров. Большую часть острова занимают горы. Высшая точка Милоса Профитис-Илиас (Προφήτης Ηλίας) высотой 748 метров расположена на западе острова. Остров сложен породами вулканического происхождения, среди них встречаются туф и обсидиан. Естественная бухта острова (с глубинами от 50 до 130 метров) — это бывшее жерло потухшего кратера, расположена в северной части острова и делит Милос на две примерно равные части. На восточном берегу этой бухты есть богатые серой горячие источники.

## Природные ресурсы
На острове добывают бентонит, перлит, пуццолан и небольшое количество каолина. Остров со времён неолита служил источником обсидиана для бассейна Эгейского моря, а во времена расцвета Древнего Рима — и для всего Средиземноморья. В прошлом на острове добывали также серу, гипс и барит. Плиний Младший упоминает, что в начале нашей эры квасцы с острова экспортировались в Египет. Из сельскохозяйственных культур на острове выращивают апельсины, оливы, виноград и тамариск.

## Вулканы острова
Остров образовался в результате извержения нескольких вулканов и кальдеры. Тип восточной части — стратовулканический. Здесь находится активный стратовулкан Маунт-Сявит (один из 2 действующих вулканов Греции, последнее извержение 140 год до н. э.). Имеются фумаролы.

## История

### Минойский период
Милос — один из первых обитаемых Кикладских островов. Об этом свидетельствуют развалины эпохи неолита у селения Филакопи на северо-восточном побережье острова, а также обработанные куски обсидиана, залежи которого имеются на Кикладах только на Милосе. Наличие этой породы, которая напоминает стекло и использовалась для изготовления каменных орудий труда, сыграло важную роль в развитии острова. Обсидиан с Милоса стал использоваться людьми 13 000 лет назад. Несколько позже обсидиан с Милоса стал широко использоваться на всём Ближнем Востоке и служил главным источником торговли острова.
Положение Милоса между материковой Грецией и Критом и добыча обсидиана сделали остров важным центром Минойской цивилизации. У селения Филакопи британские археологи раскопали остатки городской стены и дворца Минойской эпохи с очень интересными настенными рисунками. Особенно знаменитой стала фреска с изображением «летающей рыбы», найденная в руинах дворца Милоса. Минойский город был обнесён двойной стеной и застроен прямоугольными домами. Археологами открыты густая сеть улиц, пересекающихся под прямым углом, а также комплекс больших построек, вероятно дворцовых, с мегароном в центре. Минойская эпоха представлена на Милосе тремя слоями. Древний нижний слой — 2400—2000 годы до н.э. представлен керамикой и изделиями, выточенными при помощи обсидиана. Обсидиан всё ещё использовали для изготовления орудий. Металлических вещей найдено мало. Но при этом находки свидетельствуют, что жители Филакопи той эпохи знали свинец, покрывали свои сосуды блестящей краской, украшали их спиралевидными узорами. Несомненно, Филакопи был в ту эпоху крупным культурным центром, сохранившим своё значение и позднее. Средний слой — 2000—1600 годы до н. э. — относится уже к среднекикладской культуре, находившейся под сильным влиянием Крита. В этом слое попадаются вазы стиля камарес и натуралистические стенные росписи (возможно, выполненные критскими мастерами). Именно к этому слою относят и фрески с «летающими рыбами». Поселение было разрушено пожаром, однако почти незамедлительно ему наследовало новое укреплённое поселение в верхнем слое. В верхнем слое найдены сосуды «дворцового» критского стиля и позднемикенские (то есть остров подвергся сильному культурному влиянию микенской цивилилизации). После 1200 года до н. э. поселение близ селения Филакопи исчезает. Видимо, это связано с завоеванием острова дорийцами, приплывшими на остров с Пелопоннеса.

### Исторический период
Остров переживал свой расцвет в VI—V веках до н. э. Археологи обнаружили на Милосе большую серию находок, относящихся к этому периоду — пифосы и вазы с изображениями мифологических объектов и разнообразным орнаментом, а также серию терракотовых рисунков.
Мелосцы участвовали на стороне греков в битве при Саламине. Дорийцы Милоса смогли уклониться от участия в Афинском морском союзе и старались сохранить нейтралитет в Пелопоннесской войне. Однако, в 415 году до н. э. афиняне совершили атаку на остров и завоевали его. Все мужчины острова были убиты, а женщины и дети обращены в рабство. На острове поселилось 500 афинских клеров. Историк Фукидид посвятил этому событию одну из своих самых знаменитых речей в своей «Истории». После победы в Пелопоннесской войне спартанец Лисандр восстановил присутствие дорийцев на острове, но Милосу так и не удалось достичь былого процветания.
В I веке н. э. на острове появились эмигранты из Иудеи, среди них оказалось много христиан (именно с ними связаны христианские катакомбы Милоса). В 1204 году остров стал частью Наксосского герцогства. В 1341—1383 годах остров был самостоятельным феодальным государством под управлением потомков дочери Марко Санудо. В 1383 году остров вновь становится частью Наксосского герцогства, потом собственно Венеции. В 1547 году остров стал частью Османской империи, в 1831 году вошёл в состав новообразованного государства Греция.

## Достопримечательности
Основная гавань острова — деревня Адамас. В Адамасе есть красивая церковь святой Троицы, Минералогический Музей (музей металлов) с богатой экспозицией полезных ископаемых острова и англо-французское военное кладбище с захоронениями солдат Крымской и двух мировых войн.
Милос (Плака) — административный центр острова и одно из наиболее живописных селений Киклад. Находится на скале у входа в залив на высоте 200 метров. Из Мармара, с мощёным плитами двором Богородицы Корфиатиссы, открывается неповторимый вид, а закат солнца, который можно наблюдать отсюда, — один из самых очаровательных на Эгейском море. В Плаку нельзя попасть на автомобиле, так как дорога очень узкая и единственный транспорт, доступный жителям Плаки — мотоциклы и мопеды. В Плаке есть замок XIII века, построенный крестоносцами, который стоит над церковью Богородицы Таласситры (Морской), отличающейся прекрасной архитектурой. В Плаке есть также Археологический Музей с гипсовым слепком знаменитой статуи Афродиты, а также Этнографический Музей.
К югу от Плаки, между посёлком Трипити и приморским селением Клима находился античный город Мелос. На месте его сохранились развалины городских стен, фундамент храма и остатки римского театра. В 1820 году близ театра один из местных крестьян и нашёл статую Афродиты (легендарная Венера Милосская). В то время в порту стоял французский военный корабль «Эстафет». По ходатайству французского посла в Константинополе французы получили статую и увезли её во Францию.
К юго-востоку от античного Мелоса находятся знаменитые катакомбы — раннехристианский некрополь III века н. э., единственный в Греции. Катакомбы состоят из подземного центрального коридора и четырёх других коридоров меньших размеров общей протяжённостью 185 м, которые сообщаются с центральным, имея по обе стороны высеченные в скале захоронения с арочными сводами. В катакомбах, которые являлись не только некрополем, но и культовым местом, предположительно захоронено 2000 христиан.
На острове есть несколько пещер. Пещера Папафранка близ Филакопи образована четырьмя огромными белыми скалами. Это три переходящие одна в другую пещеры. Их можно посетить на лодке, и они представляют собой исключительное по красоте зрелище. В средние века использовались пиратами как убежище. Их чарующий вид дополняет фантасмагорическое величие Островов чаек (Гларонисья), которые возвышаются прямо напротив пещер. Пещера Сикия — самая живописная из морских пещер Милоса на юго-западной окраине острова, возвышающаяся над западным побережьем. Пещера отличается замечательными красками. Попасть в неё можно со стороны монастыря Святого Иоанна (или со стороны моря).

## Община Милос
Община (дим) Милос (греч. Δήμος Μήλου) входит в одноимённую периферийную единицу в периферии Южных Эгейских островах. Включает остров Андимилос. Население 4977 жителей по переписи 2011 года. Площадь 160,147 квадратного километра. Плотность 31,08 человека на квадратный километр. Административный центр — Милос. Димархом на местных выборах 2014 года избран Ерасимос Дамулакис (Γεράσιμος Δαμουλάκης).
В общину Милос входят пять сообществ:
| Сообщество        | Население (2011), человек | Площадь, км² |
| ----------------- | ------------------------- | ------------ |
| Адамас            | 1347                      | 3,749        |
| Милос             | 819                       | 89,505       |
| Перан-Триовасалос | 698                       | 13,612       |
| Триовасалос       | 1240                      | 18,388       |
| Трипити           | 873                       | 34,893       |

## Население
| Год  | Население, человек |
| ---- | ------------------ |
| 1991 | 4315               |
| 2001 | 4736               |
| 2011 | ↗ 4977             |

## Уроженцы
- Василакис, Антониос (1556—1629) — греческий и итальянский художник эпохи Возрождения, ученик Паоло Веронезе, работал, в основном, в Венеции.